# سولیانو ال روبیکونه
سولیانو ال روبیکونه (به ایتالیایی: Sogliano al Rubicone) یک کومونه در ایتالیا است که در استان فورلی-چزنا واقع شده‌است. سولیانو ال روبیکونه ۹۳٫۲ کیلومتر مربع مساحت و ۳٬۲۴۵ نفر جمعیت دارد و ۳۶۲ متر بالاتر از سطح دریا واقع شده‌است.

## خواهرخوانده
شهرهای زایدا و Meziboří خواهرخوانده‌های سولیانو ال روبیکونه هستند.